# Lay Your Love on Me
Lay Your Love on Me is een nummer van de Britse band Racey uit 1979. Het is de eerste single van hun album Smash and Grab.
In "Lay Your Love on Me" zingt de liedverteller hoe gek hij is op zijn vriendin. Het nummer werd een grote hit op de Britse eilanden, in Duitsland, Denemarken en het Nederlandse taalgebied. Zo bereikte het de 3e positie in het Verenigd Koninkrijk en in de Vlaamse Radio 2 Top 30. In de Nederlandse Top 40 kwam de plaat op de nummer 1-positie terecht.

## Tracklijst
7"
1. "Lay Your Love on Me" - 3:16
2. "I Believed You" - 3:06

## Hitnoteringen

### Nederlandse Top 40
| Hitnotering: 17-02-1979 t/m 12-05-1979 | Hitnotering: 17-02-1979 t/m 12-05-1979 | Hitnotering: 17-02-1979 t/m 12-05-1979 | Hitnotering: 17-02-1979 t/m 12-05-1979 | Hitnotering: 17-02-1979 t/m 12-05-1979 | Hitnotering: 17-02-1979 t/m 12-05-1979 | Hitnotering: 17-02-1979 t/m 12-05-1979 | Hitnotering: 17-02-1979 t/m 12-05-1979 | Hitnotering: 17-02-1979 t/m 12-05-1979 | Hitnotering: 17-02-1979 t/m 12-05-1979 | Hitnotering: 17-02-1979 t/m 12-05-1979 | Hitnotering: 17-02-1979 t/m 12-05-1979 | Hitnotering: 17-02-1979 t/m 12-05-1979 | Hitnotering: 17-02-1979 t/m 12-05-1979 | Hitnotering: 17-02-1979 t/m 12-05-1979 |
| Week                                   | 1                                      | 2                                      | 3                                      | 4                                      | 5                                      | 6                                      | 7                                      | 8                                      | 9                                      | 10                                     | 11                                     | 12                                     | 13                                     |                                        |
| -------------------------------------- | -------------------------------------- | -------------------------------------- | -------------------------------------- | -------------------------------------- | -------------------------------------- | -------------------------------------- | -------------------------------------- | -------------------------------------- | -------------------------------------- | -------------------------------------- | -------------------------------------- | -------------------------------------- | -------------------------------------- | -------------------------------------- |
| Nummer                                 | 30                                     | 16                                     | 12                                     | 4                                      | 3                                      | 2                                      | 2                                      | 1                                      | 1                                      | 8                                      | 8                                      | 15                                     | 27                                     | uit                                    |

### Nationale Hitparade
| Hitnotering: 17-02-1979 t/m 02-06-1979 | Hitnotering: 17-02-1979 t/m 02-06-1979 | Hitnotering: 17-02-1979 t/m 02-06-1979 | Hitnotering: 17-02-1979 t/m 02-06-1979 | Hitnotering: 17-02-1979 t/m 02-06-1979 | Hitnotering: 17-02-1979 t/m 02-06-1979 | Hitnotering: 17-02-1979 t/m 02-06-1979 | Hitnotering: 17-02-1979 t/m 02-06-1979 | Hitnotering: 17-02-1979 t/m 02-06-1979 | Hitnotering: 17-02-1979 t/m 02-06-1979 | Hitnotering: 17-02-1979 t/m 02-06-1979 | Hitnotering: 17-02-1979 t/m 02-06-1979 | Hitnotering: 17-02-1979 t/m 02-06-1979 | Hitnotering: 17-02-1979 t/m 02-06-1979 | Hitnotering: 17-02-1979 t/m 02-06-1979 | Hitnotering: 17-02-1979 t/m 02-06-1979 | Hitnotering: 17-02-1979 t/m 02-06-1979 | Hitnotering: 17-02-1979 t/m 02-06-1979 |
| Week                                   | 1                                      | 2                                      | 3                                      | 4                                      | 5                                      | 6                                      | 7                                      | 8                                      | 9                                      | 10                                     | 11                                     | 12                                     | 13                                     | 14                                     | 15                                     | 16                                     |                                        |
| -------------------------------------- | -------------------------------------- | -------------------------------------- | -------------------------------------- | -------------------------------------- | -------------------------------------- | -------------------------------------- | -------------------------------------- | -------------------------------------- | -------------------------------------- | -------------------------------------- | -------------------------------------- | -------------------------------------- | -------------------------------------- | -------------------------------------- | -------------------------------------- | -------------------------------------- | -------------------------------------- |
| Nummer                                 | 37                                     | 15                                     | 8                                      | 3                                      | 3                                      | 3                                      | 2                                      | 3                                      | 4                                      | 3                                      | 3                                      | 10                                     | 24                                     | 32                                     | 45                                     | 50                                     | uit                                    |

### NPO Radio 2 Top 2000
| Nummer met noteringen in de NPO Radio 2 Top 2000 | '99  | '00  | '01  |
| ------------------------------------------------ | ---- | ---- | ---- |
| Lay Your Love on Me                              | 1740 | 1448 | 1395 |

1. ↑  Een vetgedrukt getal geeft de hoogste notering aan.
2. ↑  Deze tabel is bijgewerkt tot en met de laatste editie (2024).